# デニス・LA・ホワイト
デニス・LA・ホワイト（Dennis L.A. White）はアメリカの舞台/映画俳優。
ノトーリアスBIGの2009年伝記映画『ノトーリアス・B.I.G.』でD-Rocを演じ注目される。

## あらまし
南カリフォルニアで生育。
母はグラミー賞に入選したことのある音楽家で、父は軍人。
引っ越しが多く、多くの異なる文化や考え方にさらされた。
彼の家族がフェイエットビル（ノースカロライナ州）に移住したとき、彼は音楽と演技のための彼の愛を開発しました。
ウェストオーバー高校で野球をしているときに野球の奨学金を提供されたが、ノースカロライナ州ウィンストンセーラム州立大学の学術奨学金を取ることにした。
2001年、芸名「デニス・ダ・メナス」で『デニスの素晴らしい世界』というアルバムを発表し、ビルボードのチャートに載った。
2003年、フューズ・テレビジョンでアフリカ系アメリカ人として初のホストとなった。
その後、「週末バイブ」、HBOの「5ラウンド＆おしゃべりゾーン」、MTVの「ヒップホップ·ライフ」などのテレビ番組でMCとなる。
その後演技をはじめ、ジョディ・フォスター主演映画『ブレイブ ワン』、テレビドラマ『LAW & ORDER:性犯罪特捜班ロー＆オーダー：SVU』『The Jury』(2004)『I Think I Love My Wife』（2007）などに出演。
2010年には、「がんになったコメディアン」を、マルク・オーバートンのオフ・ブロードウェイ劇「笑い死ぬ」で演じる。
また、ミニシリーズ『奇跡の少年』でバージルを演じた。
また、テレビ・チャンネルTNTのドラマ『クローサー』にレギュラー出演した。
2009年、俳優志望の人間のために演技ワークショップやセミナーを開く会社『Act Like You Know』を設立。
2009年、NBCのドラマ『親子関係』に出演。
2013年、「人種プロファイリング」の撲滅を支援する組織「MORPH」を結成。

## 映画出演
- Lap Dance (2014) - (post-production) Pauly
- Sweet Lorraine (2014) - (post-production) Lincoln Kennedy
- Diamond Ruff (2014) -  (post-production) Rev. Trek Woods
- The Genesis of Lincoln (2014) - T.J. McGriff
- Captured Hearts (2013) - Chris Walker
- Dreams (2013/II) - Jermaine
- Dreams (2013/I) - Gage
- NYC 22 (2014) -
- Changing the Game (2012) - Dre
- Small Apartments スモール・アパートメント ワケアリ物件の隣人たち(2012) - Marcus
- Dysfunctional Friends (2012) - Minister
- After Hours: The Movie (2011) - Rugged & Menace hit man
- King of Paper Chasin' (2011) - J.B. (as Dennis Da Menace)
- Code Blue (2010)
- April's Fools (2010) - Tamil
- Three Chris's (2010) - Chris Walker
- Notoriousノトーリアス・B.I.G. (映画) (2009) - Damion
- The Brave Oneブレイブ ワン (2007) - Thug on Subway
- I Think I Love My Wife (2007) - Party Thug (uncredited)
- Swimming (2000) - Jeeper

## テレビ・ドラマ
- Parenthood (2011-2013)
  - Election Day (2013) ... Mista Ray
  - In Dreams Begin Responsibilities (2013) ... Mista Ray
  - Nora (2011) ... Mista Ra
- NYC 22 (2012)
  - Samaritans (2012) ... Teef
- The Closer (2010-2011)
  - Silent Partner (2011) ... Reggie Moses
  - War Zone (2010) ... Reggie Mose
- Let's Talk About Pep (2010)
  - Episode #1.3 (2010) ... Dennis White
- Miracle's Boys (2005) (TV Mini-Series) - Virgil
- Jonny Zero (2005)
  - I Did It All for the Nooky (2005) ... Pillsbury
- The Jury (2004)
  - Bangers (2004) ... Derrick Smith-Bey
- Fuse's Summer Jam X (2003) - (TV Movie)
  - Host
- Weekend Vibe (2002)
  - Segment Host (2004)

## ビデオ・ゲーム
- The Warriors (2005) - (声)
- Def Jam Fight for NY (2004)-  Baxter (voice, as Dennis Da Menace)

## プロデューサー
- Dreams (2013/I) - (associate producer)

## テレビの司会
- Daily Download (2004) - Daily Download (TV Series) - Himself - Host (2004)
- Adventures of Dennis Da Menace: South Beach (Documentary) (2001) - Himself
- Chat Zone (2001) - (TV Series) - Host (2004)
- The Thin Blue Line (1988) -  (Documentary) - Himself (Defense Attorney)

## 参照
1. ↑  http://www.themorph.org).

1. A. O. Scott. "Notorious (2009) A Rapper’s Tale, Larger Than Life". New York Times. 16 January 16 2009
2. Williams, Houston. "Dennis White: The Realest Thespian In Hollywood". allhiphop.com. 11 October 2010. 
3. Colclough, Glenys. "Notorious Elevation: A Conversation with Dennis LA White". Prominence Magazine. p. 43. Fall 2010. 